# ザ・ウルトラマン (漫画)
『ザ・ウルトラマン』は、ウルトラシリーズを題材とした内山まもるの漫画作品。小学館の「小学三年生」や『コロコロコミック』などに連載された。単行本はてんとう虫コミックスから全4巻での発売を経て1998年に文庫化され、2015年にはてんとう虫コミックス版の電子書籍版が発売された。なお、それらとは別に双葉社による全3巻の復刻版も存在する。
2015年には横山彰利による監督・脚本・絵コンテのもと、ショートアニメ化されている。
テレビアニメ『ザ☆ウルトラマン』とは無関係である。

## 概要
初出は、第2期ウルトラシリーズが『ウルトラマンレオ』をもって終了した直後の1975年度に、学習雑誌「小学三年生」誌上で同年4月号から1976年3月号まで1年間連載されていた、内山によるオリジナルストーリーのウルトラシリーズ外伝であり、当時は「さよならウルトラ兄弟」と題されていた。主人公はゾフィーであるが、前年度の「小学二年生」に連載された『ウルトラマンレオ』の後日談に相当し、そちらでウルトラセブンが戦死した設定を引き継いでいる。この時のストーリーは後に通称「ジャッカル編」と呼ばれている。3年後の1978年に『コロコロコミック』で『ザ・ウルトラマン』と改題して再掲されて人気となり、続編の「ファイタス編」が作られてコロコロに掲載され、共に単行本化された。なお、「さよなら」の中ではレオとアストラの兄弟はともに戦死し、ファイタス編においても復活していない。一方、セブンは「さよなら」の終盤で復活している。
単行本では、第2期ウルトラシリーズ放映時に小学館の学習雑誌で連載された同作者による『ウルトラマンA』・『ウルトラマンタロウ』・『ウルトラマンレオ』から選出された数編が収録されていた。双葉社から復刻された単行本では、1997年に朝日ソノラマの雑誌宇宙船81号に掲載された『ウルトラマンティガ』の漫画版も収録されている。
「ジャッカル編」をはじめとするオリジナルストーリーでは、大仕掛けな物語が展開されている。また、各ウルトラ戦士にはいわゆる人間的な描写が盛り込まれており、例えばウルトラマンAは陽気で大らか、ウルトラマンレオは若い好青年といった性格付けがされている。ゾフィーを主人公とするストーリーが比較的多く、後述するようにオリジナルの怪獣やウルトラ戦士が登場するほか、ウルトラ戦士が鎧や剣などの武器や戦艦などの兵器を使用する場面も見られる。
上記のテレビシリーズの漫画化作品も、本編とは異なる設定や展開が多い。特に『タロウ』と『レオ』では、設定段階から本作品オリジナルの話も挿入されている。

## 登場キャラクター

### テレビ版（公式設定）以外のウルトラ戦士
メロス
宇宙警備隊アンドロメダ星雲支部隊長。最大の特徴は、戦闘時に頭部から足までの全身を包む極めて強靭な鎧（メロス曰く「肩当部分は特に強靭である」）で、ブラックホールの高重力から身を守る機能さえ備えているという。ブレスレットからの遠隔操作により、戦闘中でも着脱が可能。鎧の頭部には能面のような目鼻口を持つ顔面パーツがあるが、素顔は初代ウルトラマンに似ている。必殺技は鎧の腹部に装着されたブーメラン「アンドラン」、鎧の肩の部分のサスペンダー状のパーツから発射する「アンドロレーザー N75」、全身のエネルギーを集めて腕から放つ最強の必殺技「レーザーショット・アンドロメロス」。
ゾフィーとは旧知の仲で、ウルトラの国がジャッカルによって壊滅させられた際、ジャッカル軍団に対抗すべく来援した。性格は皮肉屋で、当初は単独でジャッカルを倒そうと先走るが、そのために残り少ないウルトラ戦士が犠牲になったことから反省し、ゾフィーらと共闘する。『ザ・ウルトラマンメビウス』や『ウルトラマンメビウス外伝 超銀河大戦』、『アーマードダークネス』にも登場。
上司にアンドロメダ星雲支部代表のゾルビーがいる。外見はメロスと同様だが、口髭をたくわえるなどやや老け顔に描かれている。
- 名称の由来は太宰治の短編小説『走れメロス』より。
- 『ウルトラマンメビウス』のテレビシリーズで登場させる案が存在した。

ファイタス
メロスの弟。本作での登場当時はブレストプレート状の鎧を纏い、ヘルム状の仮面を着けているために素顔は不明だったが、『アーマードダークネス』ではそれらを脱いだ姿が描かれている。武器として扱うレイピア状の剣からは、螺旋状の光線「スパイラルビーム」を放つこともできる。
最強のウルトラ戦士に憧れ、ウルトラの国の道場で師範代を務めるウルトラセブンに対して勝負を挑むが、敗れて命を落とす。その後、『アーマードダークネス』でピンチのセブンを救出するために飛来すると自らの鎧を貸与し、ブラックホールへ落ちたウルトラの父とウルトラマンヒカリの救出に向かわせた。かつて命を落とした際、ファイタスに新しい命を与えたのが当時命の研究をしていた科学者のヒカリであり、「かつてヒカリに命を救われた」旨の発言もしている。
エルフ
ウルトラマンタロウの幼馴染で親友だったが、バルタン星人の王・キングバルタンとなり、宇宙征服を企てる。タロウと再会して改心するが、裏切者と見なされてタロウとともに囚われる。バルタン星人の宇宙侵攻を阻むためにもタロウを脱出させようと、必殺技「ウルトラダイナマイト」を真似て自爆し、動力炉を破壊した。タロウは訓練により自爆しても再生できるが、エルフは無理を承知のうえで自ら死を選んだ。
ウルトラマンレオの両親
故郷の獅子座 L77星がマグマ星人に破壊された際に行方不明となり、死んだと思われていたが、生存していた（以上、「小学二年生」版『ウルトラマンレオ』より）。ババルウ星人の母船へ囚われ、レオ兄弟は脅迫されて心ならずもウルトラ兄弟と戦うことになるが、最終決戦前に両親が自力で脱出したことから、形勢は逆転する。
ウルトラ戦士たち
ウルトラ兄弟以外にも100万人存在するとされている、ウルトラの国の一般的なウルトラ戦士。本作に登場する無名のウルトラ戦士の多くは新マンから二重線を削除したような姿をしており、個人名は用いられない。ウルトラ戦士としての一般的な光線技や飛行能力のほか、地球人に変身する能力も持つ。ジャッカル軍団との戦いで壊滅状態に陥った際、ゾフィー以下28人の生き残りは「ウルトラ28人衆」と呼ばれた。そのうちメロスをかばって戦死した者は、後年に発表された『アーマードダークネス』で作中に登場する女戦士アウラの父と設定された。
ウルトラの母の率いる救護部隊・銀十字軍の隊員も登場する。外見は母に似た姿だが、頭の両側の飾りがない。
ベーダー人との戦いの際には、一般的なウルトラ戦士とは赤と銀の配色が逆になっている特殊部隊「ウルトラ忍者部隊」が登場する。隊長であるゾフィーの権限でも、200名しか動員できないとされている。

### 敵宇宙人
ジャッカル
身長：60メートル / 体重：6万5千トン
かつてウルトラマンキングに敗れ、「宇宙の地獄」と称されるブラックホールへ追放されたが、そのエネルギーを吸収することで強大な力を得て復活した、宇宙大魔王。ジャッカル大魔王とも呼ばれる宇宙人であり、黒髪に湾曲した角が特徴。変身能力を持っており、変身中には対象の姿だけではなく能力もそれ以上に強力に使えるため、まずはゼットン、ブラックキング、バードン、エースキラー、ナックル星人などに変身し、ウルトラ兄弟を次々と倒していく。また、ゾフィーをはじめとするウルトラ戦士にも変身し、M87光線でアストラを倒したうえ、撤退するウルトラ戦士たちに紛れ込んでウルトラの国へ侵入し、壊滅に追い込む。
ジャッカル本来の武器は、ウルトラ戦士をも一撃で倒すほど強力な「ジャッカル破壊光線」。頭髪が金色に輝くと最大出力の破壊光線を放射でき、本編ではこれでウルトラの国の最重要施設であるプラズマ核融合炉を破壊した。その後、配下の軍団を率いて生き残ったウルトラ戦士の抹殺と全宇宙の支配に乗り出すが、突如現れたメロスや彼と協力したゾフィーによって妨害され、最後は復活したウルトラ兄弟の必殺技の斉射に遭い、消滅した。
- 名称の由来はフレデリック・フォーサイスの小説『ジャッカルの日』より。
- ジャッカルに倒されたウルトラ兄弟の面々にセブンは含まれていないが、最後に復活してジャッカルを倒す面々にはセブンも加わっている。内山作の『レオ』でセブンはシルバーブルーメに特攻して命を落としているため、この機会に復活したことが本作以降の内山作品における公式設定となっている。
- メロス同様、『メビウス』のテレビシリーズで登場させる案が存在した。

ジャッカル軍団
ジャッカルが従えている大軍団。四天王を筆頭に、その数は100万人にもおよぶ。姿はジャッカルに似ているが、身長や体重は階級に応じて低くなっているうえ、制服の肩や足の付け根の形状が若干異なる。また、頭髪はジャッカルと四天王にしか生えておらず、四天王以下は階級に応じて角が短くなっている。そのほか、軍団のシンボルマークの位置が異なる。最下級の軍団員であっても、普通の怪獣より強いとされている。
ジャッカルの消滅後、四天王の最後の1人をはじめ生き残った軍団員たちは一度は見逃されるが、『若きファイタスの挑戦』でファイタスの計略に踊らされてウルトラ一族に再戦を挑み、壊滅する。また、かたおか徹治の漫画『ウルトラ兄弟物語』の一編「新・ウルトラ兄弟物語」には、本作の設定を引き継いで生き残りの軍団員ジャッカーが登場している。
後年の『ウルトラマンメビウス外伝 超銀河大戦』および『アーマードダークネス』でも生き残りが多数存在しており、四天王の1人はエンペラ星人の死亡後にブラックホールからエネルギーを吸収して新たな大魔王と化している。
パイレーツ星人
キングパイレーツを頂点とする宇宙海賊。レオの指揮するパトロール艇を撃墜し、捜索のために出撃してきたゾフィーの率いるウルトラ戦艦をも次々と撃沈すると、旗艦を拿捕して地球侵攻を目論む。
ベーダー人
ベーダー総統に率いられる宇宙の侵略者。100日眠り100日活動するという周期で行動する。ウルトラの国が誇る大要塞を破壊し、地球とウルトラの国を目指して侵攻する。
キングバルタン、レッドバルタン、ブルーバルタン
キングバルタンはバルタン星人の王となっていたエルフ、レッドバルタンとブルーバルタンはエルフが率いるバルタン帝国のバルタンたち。詳細はバルタン星人#ザ・ウルトラマンを参照。
アヌビス星人
犬頭の獣人様の容姿を持つ異星人。ウルトラ一族に降伏を要求し、受け入れなければ「超空間破壊砲」でウルトラの国を破壊すると脅迫する。実は超能力を持つ「生体コンピュータ」に操られていた。
アサシン星人
暗殺を生業とする異星人。クモのような顔に黒い鎧状の外皮をまとった容姿や高額の報酬に見合う腕前から、忍者暗殺星人や地獄の使者との異名を持ち、狙われて生き延びた者は宇宙にいないという。光波手裏剣、光波撒菱、溶解液、シャムシール状の刀といった各種武器のほか、隠遁術や催眠術も使いこなす。
ウルク星にてとある異星人から依頼されたゾフィーの暗殺を実行に移し、ウルトラの国へ潜入して彼に重傷を負わせると、治療中の警護に当たっていたセブンとジャックを立て続けに倒す。ウルトラ一族の必殺技がほとんど通用しない頑丈な身体には、個人技では最強に位置するAのスペースQの直撃でさえ脳震盪を起こさせる程度の効果しかなく、直撃で手放されたシャムシール状の刀でしかとどめを刺せなかったため、拾い上げて用いたタロウをはじめ交戦の場に居た者たちを恐怖させることとなった。

## 後年への影響
- テレビシリーズ『ウルトラマンマックス』に登場したウルトラマンゼノンはメロスを原案としてデザインされており、丸山浩は「漫画家・内山まもるへの尊敬の念を込めつつ、氏の名作『ザ・ウルトラマン』の主役・メロスをイメージしてデザイン」とコメントしている[5]。
- 映画『大怪獣バトル ウルトラ銀河伝説 THE MOVIE』の監督を務めた坂本浩一は本作品のファンであり、同映画の作中に本作品で描かれたマント姿のウルトラ戦士を登場させている[6]うえ、作者の内山まもるに光の国の住人役で出演してもらっている。また、坂本は2017年に自分が監督を務めたテレビシリーズ『ウルトラマンジード』でも、ウルトラマンジード ソリッドバーニングに本作品からメロスをイメージソースとして盛り込んでいる。

## ショートアニメ
| 原著作                         | 円谷プロダクション                   |
| 漫画                           | 内山まもる『ザ・ウルトラマン』より   |
| 脚本・絵コンテ・監督           | 横山彰利                             |
| キャラクターデザイン・作画監督 | 森久司                               |
| 美術監督                       | 秋山健太郎                           |
| 撮影監督                       | 山田和弘                             |
| 音響監督                       | 山田陽（サウンドチーム・ドンファン） |
| 色彩設計・色指定・検査         | 菊地和子                             |
| 特殊効果                       | 犬田腕                               |
| 音楽                           | 冬木透                               |
| アニメーション制作             | スタジオカラー                       |

2015年9月4日、ドワンゴとカラーによる共同企画『日本アニメ（ーター）見本市』の第30話として、原作のジャッカル編をショートアニメ化した『ザ・ウルトラマン ジャッカル 対 ウルトラマン』が公開された。それに先立っての同年8月29日、東京・池袋で開催された『ウルトラマンフェスティバル2015』内で、本作品の特別上映会が実施された。
約8分の短編であり、大半のエピソードは省略されているが、『日本アニメ（ーター）見本市』のエグゼクティブプロデューサーの庵野秀明が探してきたウルトラシリーズのBGMや『流星人間ゾーン』のSE、そしてエンディングテーマには『帰ってきたウルトラマン』での不採用主題歌「戦え!ウルトラマン」がそれぞれ用いられているうえ、25年前からアニメ化企画を出しては却下され続けてきた監督の横山彰利や、原作における手の描き方などを徹底的に研究したキャラクターデザインと作画監督の森久司らスタッフの思いが込められた内容となっている。
2015年9月7日にニコニコ生放送で放送された『日本アニメ（ーター）見本市-同トレス-』の第30回へ、制作担当の杉谷勇樹や音響監督の山田陽、そしてアニメ特撮研究家の氷川竜介と共に出演した横山によれば、今回のアニメ化企画は『日本アニメ（ーター）見本市』の第1弾『龍の歯医者』の原画を手がけていた森との会話に端を発し、同作にも参加していた杉谷を森から紹介されたことでスタッフが結集して始動したため、「あきらめかけていたところに舞い込んだ最後のチャンスが今回の作品だった」と述べた。小学校の時に本作を見ていた山田は、横山の要望に応えて現代のマイク以外に昔のマイクも3本使って録音し、「後からどの音を使うか吟味して、懐かしい音を作り上げた」と述べた。また、氷川はヒーローや怪獣に機械や電気（電飾）を仕込むことでメカと生物のハイブリッドにすることを指す「機電」を挙げ、本作品について「この部分をきちんと表現できている」と高く評価している。
2016年1月15日には、NHK BSプレミアムで『日本アニメ（ーター）見本市セレクション』の1つとしてテレビ放送された。
2022年5月30日には、映画『シン・ウルトラマン』のヒットと内山の単行本『ザ・ウルトラマン 単行本初収録&傑作選』上巻の発売を記念し、同年6月30日までの期間限定でYouTubeにて無料配信された。なお、これに際して横山は自身のTwitterにてメロスの「ぐんぐんカット」を公開すると共にジャッカル編の長編制作を熱望しており、これが最後のチャンスかもしれない旨を告白している。

### 登場キャラクター
- ゾフィー
- メロス
- ウルトラマン
- 新ウルトラマン
- セブン
- タロウ
- エース
- アストラ
- レオ
- ウルトラの母
- ウルトラ28人衆（ファースト、セカンド、サード）
- ウルトラマンキング
- 宇宙大魔王ジャッカル
- ジャッカル軍団（四天王、軍団長、軍団員）
- ゼットン
- ブラックキング
- ナックル星人
- エースキラー

### 声ノ出演
- 山寺宏一
- 林原めぐみ

### エンディング曲
「戦え!ウルトラマン」
作詞 - 東京一 / 作曲・編曲 - すぎやまこういち / 歌 - 団次郎